# Shatadhanvan
Shatadhanvan, död 187 f.Kr., var en indisk monark. Han var regerande monark av Mauryariket mellan 195 f.Kr. och 187 f.Kr.